# Billy Cundiff

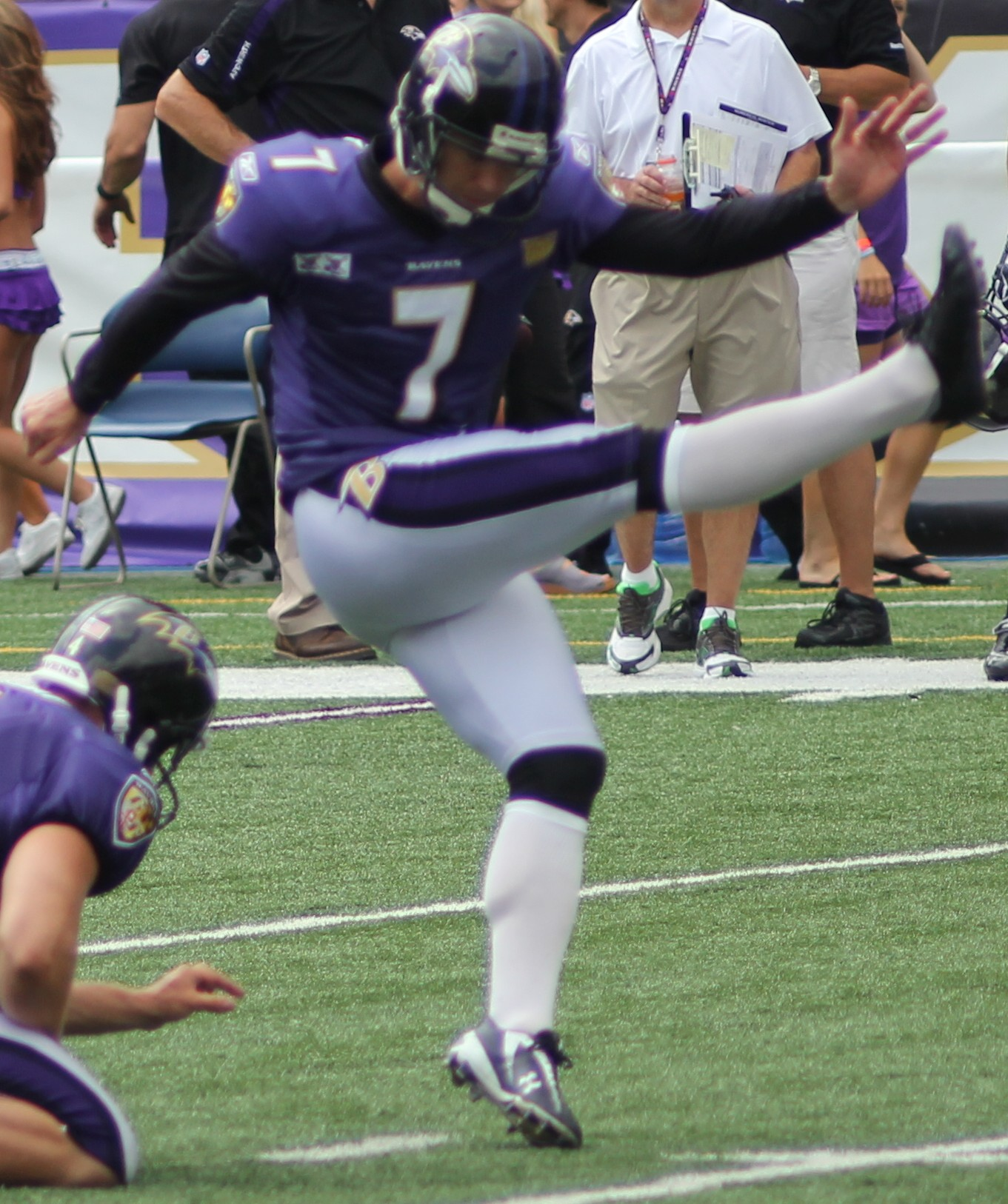
Billy Cundiff em 2011.

William A. "Billy" Cundiff (30 de março de 1980, Phoenix, Arizona) é um ex jogador de futebol americano na NFL. Foi contratado pelo Dallas Cowboys em 2002 como agente livre não-escolhido em um draft. Jogou futebol americano universitário pela Universidade de Drake.
Cundiff já jogou pelos times: Baltimore Ravens, Tampa Bay Buccaneers, Green Bay Packers, New Orleans Saints, Atlanta Falcons, Kansas City Chiefs, Detroit Lions, San Francisco 49ers e Cleveland Browns.